# TFR2
Transferinski receptor 2 je protein koji je kod ljudi kodiran TFR2 genom.
Ovaj gen je član grupe transferinskih receptora. On kodira jednoprolazni membranski protein tipa II sa proteaznim domenom, M28 peptidaznim domenom i dimerizacionim domenom koji je sličan transferinskom receptoru. Ovaj protein posreduje ćelijski unos transferina vezanog za gvožđe. Mutacije ovog gena uzrokuju naslednu hemohromatozu tipa III. Alternativno splajsovane varijante koje kodiraju različite proteinske izoforme su poznate, međutim samo deo njih je potpuno okaraterisan.

## Literatura
- Subramaniam VN, Summerville L, Wallace DF (2003). „Molecular and cellular characterization of transferrin receptor 2”. Cell Biochem. Biophys. 36 (2–3): 235—9. PMID 12139409. doi:10.1385/CBB:36:2-3:235.
- Trinder D, Baker E (2003). „Transferrin receptor 2: a new molecule in iron metabolism”. Int. J. Biochem. Cell Biol. 35 (3): 292—6. PMID 12531241. doi:10.1016/S1357-2725(02)00258-3.
- Franchini M (2006). „Hereditary iron overload: update on pathophysiology, diagnosis, and treatment”. Am. J. Hematol. 81 (3): 202—9. PMID 16493621. doi:10.1002/ajh.20493.
- Deicher R, Hörl WH (2006). „New insights into the regulation of iron homeostasis”. Eur. J. Clin. Invest. 36 (5): 301—9. PMID 16634833. doi:10.1111/j.1365-2362.2006.01633.x.
- Feder JN; Penny DM; Irrinki A;  . (1998). „The hemochromatosis gene product complexes with the transferrin receptor and lowers its affinity for ligand binding”. Proc. Natl. Acad. Sci. U.S.A. 95 (4): 1472—7. PMC 19050 . PMID 9465039. doi:10.1073/pnas.95.4.1472.
- Kawabata H; Yang R; Hirama T;  . (1999). „Molecular cloning of transferrin receptor 2. A new member of the transferrin receptor-like family”. J. Biol. Chem. 274 (30): 20826—32. PMID 10409623. doi:10.1074/jbc.274.30.20826.
- Bennett MJ, Lebrón JA, Bjorkman PJ (2000). „Crystal structure of the hereditary haemochromatosis protein HFE complexed with transferrin receptor”. Nature. 403 (6765): 46—53. PMID 10638746. doi:10.1038/47417.
- Kawabata H; Germain RS; Vuong PT;  . (2000). „Transferrin receptor 2-alpha supports cell growth both in iron-chelated cultured cells and in vivo”. J. Biol. Chem. 275 (22): 16618—25. PMID 10748106. doi:10.1074/jbc.M908846199.
- Camaschella C; Roetto A; Calì A;  . (2000). „The gene TFR2 is mutated in a new type of haemochromatosis mapping to 7q22”. Nat. Genet. 25 (1): 14—5. PMID 10802645. doi:10.1038/75534.
- West AP; Bennett MJ; Sellers VM;  . (2001). „Comparison of the interactions of transferrin receptor and transferrin receptor 2 with transferrin and the hereditary hemochromatosis protein HFE”. J. Biol. Chem. 275 (49): 38135—8. PMID 11027676. doi:10.1074/jbc.C000664200.
- Roetto A; Totaro A; Piperno A;  . (2001). „New mutations inactivating transferrin receptor 2 in hemochromatosis type 3”. Blood. 97 (9): 2555—60. PMID 11313241. doi:10.1182/blood.V97.9.2555.
- Kawabata H; Nakamaki T; Ikonomi P;  . (2001). „Expression of transferrin receptor 2 in normal and neoplastic hematopoietic cells”. Blood. 98 (9): 2714—9. PMID 11675342. doi:10.1182/blood.V98.9.2714.
- Fleming RE; Ahmann JR; Migas MC;  . (2002). „Targeted mutagenesis of the murine transferrin receptor-2 gene produces hemochromatosis”. Proc. Natl. Acad. Sci. U.S.A. 99 (16): 10653—8. PMC 125003 . PMID 12134060. doi:10.1073/pnas.162360699.
- Hofmann WK; Tong XJ; Ajioka RS;  . (2002). „Mutation analysis of transferrin-receptor 2 in patients with atypical hemochromatosis”. Blood. 100 (3): 1099—100. PMID 12150153. doi:10.1182/blood-2002-04-1077.
- Deaglio S; Capobianco A; Calì A;  . (2003). „Structural, functional, and tissue distribution analysis of human transferrin receptor-2 by murine monoclonal antibodies and a polyclonal antiserum”. Blood. 100 (10): 3782—9. PMID 12393650. doi:10.1182/blood-2002-01-0076.
- Vogt TM; Blackwell AD; Giannetti AM;  . (2003). „Heterotypic interactions between transferrin receptor and transferrin receptor 2”. Blood. 101 (5): 2008—14. PMID 12406888. doi:10.1182/blood-2002-09-2742.
- Strausberg RL; Feingold EA; Grouse LH;  . (2003). „Generation and initial analysis of more than 15,000 full-length human and mouse cDNA sequences”. Proc. Natl. Acad. Sci. U.S.A. 99 (26): 16899—903. PMC 139241 . PMID 12477932. doi:10.1073/pnas.242603899.